# 新見宗弘
新見 宗弘（にいみ むねひろ）は、戦国時代から安土桃山時代にかけての地下官人。後世の真継氏の資料では真継 宗弘とされる。

## 概要
宗弘は『地下家伝』では「真継宗弘」とされ、「久直男石見守早世」とあり、実際は久直の養子である康綱は「宗弘男」とされている。また、真継家文響中の『家伝』では、「父伊豆守（久直）母（空白）石見守早世」としたあとに、「天正四年八月十三日鋳物師座法及言上相請印被成下、天正四年九月廿日真家代替御請印被成下藤原宗弘ト有之候、正親町院樣御宇天正八年閏三月廿五日山科修理相妨候節及言上、柳原殿副状女房奉書被成下宛」と説明している。
一方一次資料としては、福岡県筑紫野市の平井家や山口県下関市の安尾家に残る文書などに「御倉民部（少）丞宗弘」の書状が現存しており、天文9年（1540年）から同23年（1554年）にかけて鋳物師の支配のために活動していたのが確認できる。天正4年（1576年）8月3日付の「鋳物師職座法之掟」にも宗弘の署名があるが、文体や内容から偽文書であると考えられている。
新見氏の当主であった新見有弘は、天文8年（1539年）に「六条金仏」の同朋である真継新九郎・真継久直親子に借銭を肩替わりしてもらった代償としてから蔵人所御蔵と鉄公役諸国金屋職の役職を久直に継承させ、同12年（1542年）に後奈良天皇から正式に認められている。しかし、久直が実際に鋳物師の支配に乗り出すのは同18年（1549年）以降なので、それ以前に鋳物師の支配のために活動していた宗弘は新見氏の人物であると考えられる。久直とその養子である康綱は天正15年（1587年）に連署状を出している一方、久直と宗弘、宗弘と康綱の連署状や親子として活動している様子は確認できないことや、宗弘による文書が真継氏側に残っていないこと、弘の字が名前に含まれていることから、宗弘と久直・康綱に血縁関係がなかったことがわかる。
宗弘の系譜は不明だが、笹本正治は新見有弘の子や孫ではなく、有弘の祖父・新見国弘から分かれた家である山科氏出身と推察している。そして、『地下家伝』では山科次弘と山科種満の間に相続上の差異があった様子を確認でき、久直が新見氏を乗っ取ったのと同時期に同様のことが山科氏でも起こり、次弘の血を引き鋳物師支配にも関わってきた宗弘が久直に加担し、自身の正当性を主張することや鋳物師から利益を得ることを目的とした久直も宗弘を自勢力に取り込んだとしている。